# Вітниця (Західнопоморське воєводство)
Вітниця (пол. Witnica, нім. Vietnitz) — село в Польщі, у гміні Моринь Грифінського повіту Західнопоморського воєводства.
Населення — 883 особи (2011).
У 1975-1998 роках село належало до Щецинського воєводства.

## Демографія
Демографічна структура станом на 31 березня 2011 року:
|          | Загалом | Допрацездатний вік | Працездатний вік | Постпрацездатний вік |
| -------- | ------- | ------------------ | ---------------- | -------------------- |
| Чоловіки | 431     | 102                | 306              | 23                   |
| Жінки    | 452     | 105                | 276              | 71                   |
| Разом    | 883     | 207                | 582              | 94                   |